# Modà
Modà, bildat 2002 i Milano, är en italiensk musikgrupp som består av fem medlemmar.

## Karriär

### Första åren
Efter att de upptäckts vid en konsert fick de kontrakt med skivbolaget New Music och släppte sitt debutalbum Ti amo veramente i oktober 2004.
 Detta följdes upp med deras deltagande i San Remo-festivalen i mars året därpå. Där tävlade de med låten "Riesci a innamorarmi" i kategorin för nya artister men man tog sig inte vidare från den första omgången. Gruppen bytte skivbolag till Around the Music efter sitt deltagande i San Remo-festivalen.
Efter detta släppte gruppen en ny singel, "Quello che non ti ho detto". Den kom att bli deras största hitlåt hittills i karriären då den nådde fjärde plats på den italienska singellistan. I september samma år gav man ut sitt andra studioalbum med samma titel som låten, Quello che non ti ho detto. Mellan åren 2006 och 2007 lämnade tre medlemmar och byttes ut mot två nya. Genom detta bestod bandet nu av fem medlemmar istället för sex då man år 2008 gav ut sitt tredje studioalbum Sala d'attesa.

### Nationell succé
Det var dock år 2010 som gruppen slog igenom ordentligt, detta efter att ha skrivit på ett skivkontrakt med Ultrasuoni. Båda singlarna "Sono già solo" och "La notte" blev stora hits i Italien och nådde båda två en andra plats på den italienska singellistan. Det fjärde studioalbumet Viva i romantici som följde i februari 2011 sålde fler än 400 000 exemplar och blev deras första album att toppa den italienska albumlistan. Den första singelettan kom också med låten "Arriverà" som bandet framförde tillsammans med sångerskan Emma Marrone och singeln kom att toppa listan fem veckor i rad. Tillsammans med Emma tävlade de med låten i San Remo-festivalen 2011 i kategorin för kända artister och slutade på en andra plats. Den tillhörande musikvideon till "Arriverà" hade fler än 15 miljoner visningar på Youtube i mars 2013.
Vid MTV Europe Music Awards år 2011 tog man emot priset för "bästa italienska artist" och var därmed även nominerad till priset för "bästa europeiska artist". Framgången har fortsatt sedan dess då man den 14 februari 2013 gav ut sitt femte studioalbum Gioia som precis som det förra albumet toppade den italienska albumlistan. Den första ny singeln från albumet var "Se si potesse non morire" som nådde andra plats på singellistan, deras sjätte singel att nå en topp-5-placering.

## Medlemmar

### Nuvarande
- Francesco Silvestre – huvudsångare (medlem sedan 2002)
- Diego Arrigoni – elgitarr (medlem sedan 2002)
- Enrico Zapparoli – gitarr (medlem sedan 2007)
- Stefano Forcella – elbas (medlem sedan 2002)
- Claudio Dirani – trummor (medlem sedan 2007)

### Tidigare
- Manuel Signoretto – trummor (medlem mellan 2002 och 2007)
- Matteo Alberti – elbas (medlem mellan 2002 och 2007)
- Paolo Bovi – keyboard (medlem mellan 2002 och 2006)

## Diskografi

### Studioalbum
- 2004 – Ti amo veramente
- 2006 – Quello che non ti ho detto
- 2008 – Sala d'attesa
- 2011 – Viva i romantici
- 2013 – Gioia

### Samlingsalbum
- 2010 – Le origini

### Singlar
- 2004 – "Ti amo veramente"
- 2004 – "Dimmi che non hai paura"
- 2004 – "Nuvole di rock"
- 2005 – "Riesci a innamorarmi"
- 2006 – "Quello che non ti ho detto"
- 2006 – "Malinconico a metà"
- 2007 – "Grazie gente"
- 2008 – "Sarò sincero"
- 2008 – "Meschina"
- 2009 – "Timida"
- 2010 – "Sono già solo"
- 2010 – "La notte"
- 2011 – "Arriverà" (med Emma Marrone)
- 2011 – "Vittima"
- 2011 – "Salvami"
- 2011 – "Tappeto di fragole"
- 2012 – "Come un pittore" (med Jarabe de Palo)
- 2013 – "Se si potesse non morire"